# DN11A
DN11A este un drum național din România, care leagă orașele Bârlad și Onești. Dincolo de Onești, în continuarea sa, pe valea Trotușului urmează DN12A care duce spre Miercurea Ciuc. Înspre est, dincolo de DN2, drumul continuă până la Bârlad.